# Протасов, Николай Дмитриевич
Николай Дмитриевич Протасов (20 марта [1 апреля] 1886, Тула — 29 декабря 1940, Москва) — русский археолог, искусствовед, реставратор.

## Биография
Родился 20 марта (1 апреля) 1886 года в семье священника Всехсвятской кладбищенской церкви города Тулы.
В 1901 году окончил Тульское духовное училище, в 1907 году — Тульскую духовную семинарию и в 1911 году — Московскую духовную академию, получив степень кандидата богословия — магистрант LXVI курса.
В апреле 1912 года был утверждён в должности преподавателя по кафедре церковной археологии в связи с историей христианского искусства. В 1913 году сотрудничал в журнале «Богословский вестник» (под псевдонимом Н.П.).
В октябре 1913 года защитил магистерскую диссертацию, выполненную на основе кандидатского сочинения. Был утверждён доцентом и выехал в заграничную научную командировку — изучал музеи и хранилища Франции, Германии, Италии. После возвращения с 1916 года одновременно с Московской духовной академией преподавал в Московском училище живописи, ваяния и зодчества (до 1918). С мая 1917 года — внештатный экстраординарный профессор Московской духовной академии по кафедре церковной археологии.
С 1918 года преподавал церковную археологию и иконографию в Московской народной православной академии; член реставрационного совета Всесоюзной коллегии по делам музеев (1918—1924); руководитель Кашинской реставрационной экспедиции Музейного отдела Наркомпроса (1917—1920); действительный член и научный сотрудник Института археологии и искусствознания; доцент 1-го МГУ (с 1923), научный сотрудник и учёный секретарь (1930) Московской секции Государственной академии истории материальной культуры. Член Таврического общества истории, археологии и этнографии (с 1926).
Был сотрудником Российского исторического музея: в 1922—1930 годах — заведующий Византийским отделом (1922—1930), в 1926—1930 — учёный секретарь. Действительный член Сектора археологии Государственной академии искусствознания.
В Румянцевском музее (затем — в Государственной библиотеке СССР имени В. И. Ленина) работал с 10 июля 1919 по 11 апреля 1938 года: До 1922 — заведующий отделом древностей, с 1923 — заведующий Отделом редкой книги и графики.
В 1929 и 1938 годах участвовал в археологических раскопках в Судаке.
Автор статей по церковной археологии и иконографии.
Скончался 29 декабря 1940 года. Похоронен на Пятницком кладбище.

## Семья
Был женат с 15 января 1912 года на Надежде Христофоровне Максимовой (15 июня 1883 — 31 июля 1969), дочери протоиерея Московской Богородицерождественской, что в Бутырках, церкви. Их дети:
- Ирина (20.03.1919 — 26.07.2009).
- Елена (03.08.1922 — 16.12.2008).